# Retrato de Andrea Odoni
El Retrato de Andrea Odoni es una pintura del maestro renacentista italiano Lorenzo Lotto de 1527, conservada en la Royal Collection de la familia real británica. Se exhibe en la galería de la Reina en Londres.
El estilo es propio del periodo veneciano de Lotto, con tonos más densos, una gama cromática más suave y efectos atmosféricos que difuminan los contornos.  La pintura está firmada "Laurentius Lotus / 1527".

## El retratado
Andrea Odoni (1488-1545) era un próspero mercader en Venecia, hijo de un inmigrante procedente de la ciudad de Milán. Era por tanto un miembro, aunque mucho más rico que la mayoría,  de los ciudadanos (cittadini) comunes más que de la clase patricia que era el tema de la mayoría de los retratos venecianos. Heredó una colección de arte y antigüedades de su tío, y la amplió considerablemente. Su casa, que Pietro Aretino dio a entender era un poco ostentosa, fue descrita por Giorgio Vasari como "un puerto amistoso para hombres de talento".
Hubo considerable debate a lo largo del tiempo sobre el significado que Lotto, presumiblemente junto con el retratado, pretendía trasmitir con la elección de objetos. El retrato fue colgado por Odoni en su dormitorio, junto a pinturas de Tiziano y Palma el Viejo, y un desnudo recostado de Girolamo Savoldo.

## Descripción

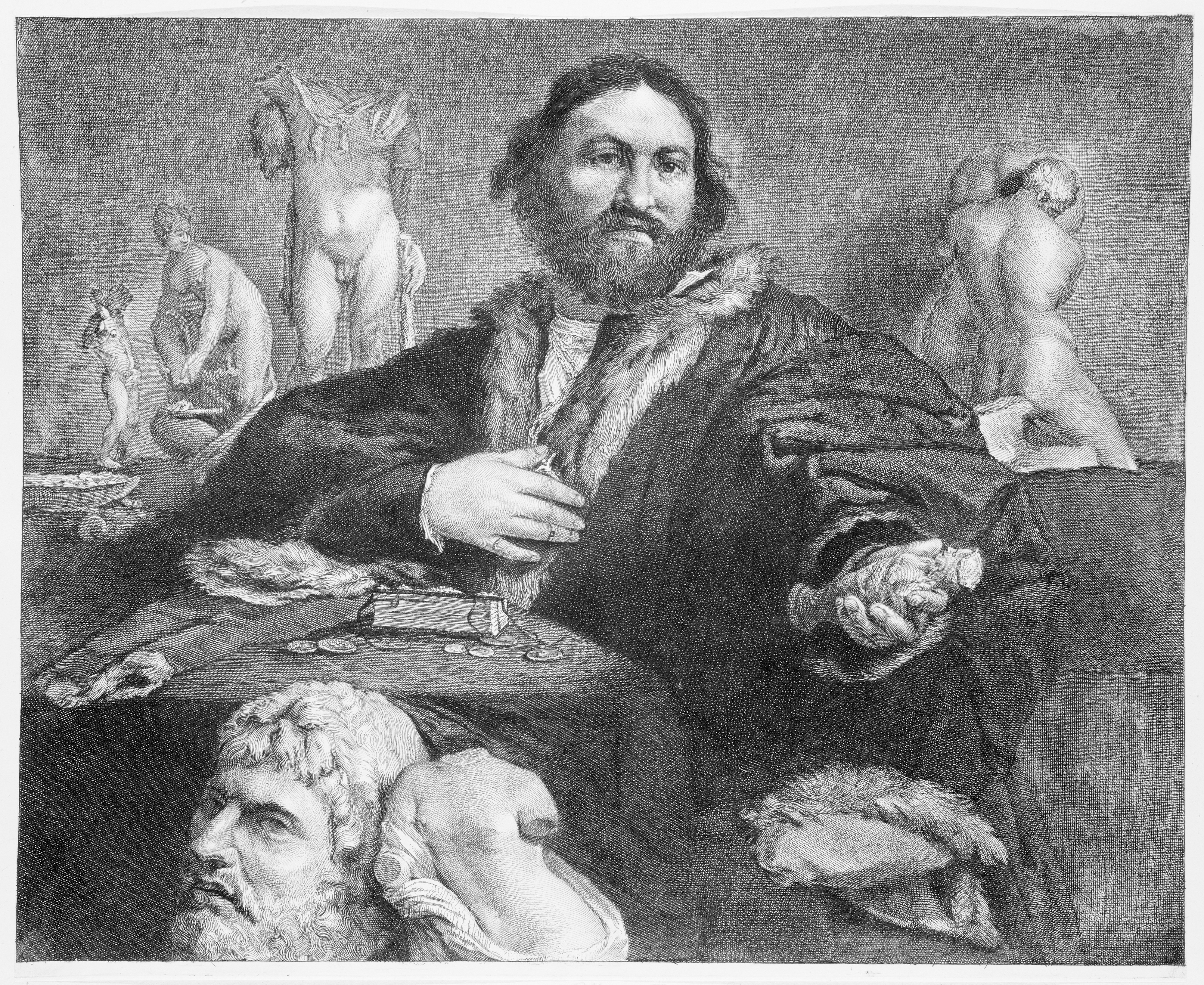
Andrea Odoni por Cornelis Visscher, después de 1640, Museo Metropolitano de Arte.

El formato horizontal, con que Lotto ya había experimentado para retratos de esposos, fue adoptado aquí para una única figura, un mercader humanista del Renacimiento retratado entre su colección de mármoles de la antigüedad clásica. La mayoría de las piezas son identificables y conocidas, y son mostradas aquí en otras versiones (algunas a tamaño reducido) o como vaciados de yeso. La cabeza del emperador Adriano en primer plano abajo a la derecha probablemente representa una pieza que Odoni poseyó, un molde de esta pieza se encuentra actualmente en Nápoles. Otras pueden haber pertenecido al estudio de Lotto más que a Odoni.
El caballero porta un rico y amplio ropón forrado de piel. Está sentado ante una mesa pequeña cubierta por una tela verde, sobre la que hay un librito con cintas y algunas monedas antiguas. En su mano sostiene una pequeña estatua de la Diana de Éfeso. La otra mano sobre el corazón es un gesto característico en los trabajos de Lotto.
La pintura es también la representación más antigua de un acomodado junto a su colección de arte, testimonio del interés por el arte de la antigüedad en el Renacimiento y origen del denominado "retrato de coleccionista".

## Procedencia
La pintura ya es mencionada en 1532 por Marcantonio Michiel, cuando se encontraba en posesión del modelo, Andrea Odoni. Fue también vista por Giorgio Vasari presumiblemente en su visita a Venecia en 1545, y después de la muerte de Andrea en un inventario de la colección de su hermano y heredero, Alvise Odoni, en 1555. Más tarde pasó a manos de Lucas van Uffelen, probablemente en 1623, después a Gerrit Reynst, en 1639, y luego formando parte de un regalo holandés a Carlos II de Inglaterra de 1660. Cuando la pintura estaba en Ámsterdam, en la colección de van Uffelen (que regresó a vivir allí en 1630) o en la de Reynst, fue grabada, invertida como la mayoría de los grabados de aquel periodo, por Cornelis Visscher.